# Echinoderes worthingii
Echinoderes worthingii är en djurart som tillhör fylumet pansarmaskar, och som beskrevs av Rowland Southern 1914. Echinoderes worthingii ingår i släktet Echinoderes och familjen Echinoderidae. Inga underarter finns listade i Catalogue of Life.